# 11446 Бетанкур
11446 Бетанкур (11446 Betankur) — астероїд головного поясу, відкритий 9 жовтня 1978 року.
Тіссеранів параметр щодо Юпітера — 3,204.